# Gourlay Point
Der Gourlay Point ist eine Landspitze an der Ostküste von Signy Island im Archipel der Südlichen Orkneyinseln. Sie ist die südlichste dreier eisfreier Landspitzen am östlichen Ende der Gourlay-Halbinsel.
Teilnehmer der britischen Discovery Investigations nahmen 1933 eine Vermessung vor. Sie benannten die Landspitze nach Ronald George Gourlay (1900–1987), Ingenieur auf den Schiffen RRS Discovery bzw. RRS Discovery II bei den Forschungsfahrten in der Zeit von 1925 bis 1927, 1929 bis 1937 und von 1937 bis 1939.